# Panorama (TVP3 Gdańsk)
Panorama – główny program informacyjny emitowany od 2 marca 1970 codziennie na antenie TVP3 Gdańsk o godzinach: 15:30 i 16:30 (poniedziałek-piątek) oraz 18:30 i 21:30 (codziennie). Obecnym szefem Panoramy jest Małgorzata Mrozowska-Krawczyk. Obecna czołówka obowiązuje od 3 kwietnia 2017 i przedstawia punkty oznaczające miasta i wsi łączące się przez linie.

W Panoramie przedstawiane są informacje dotyczące województwa pomorskiego

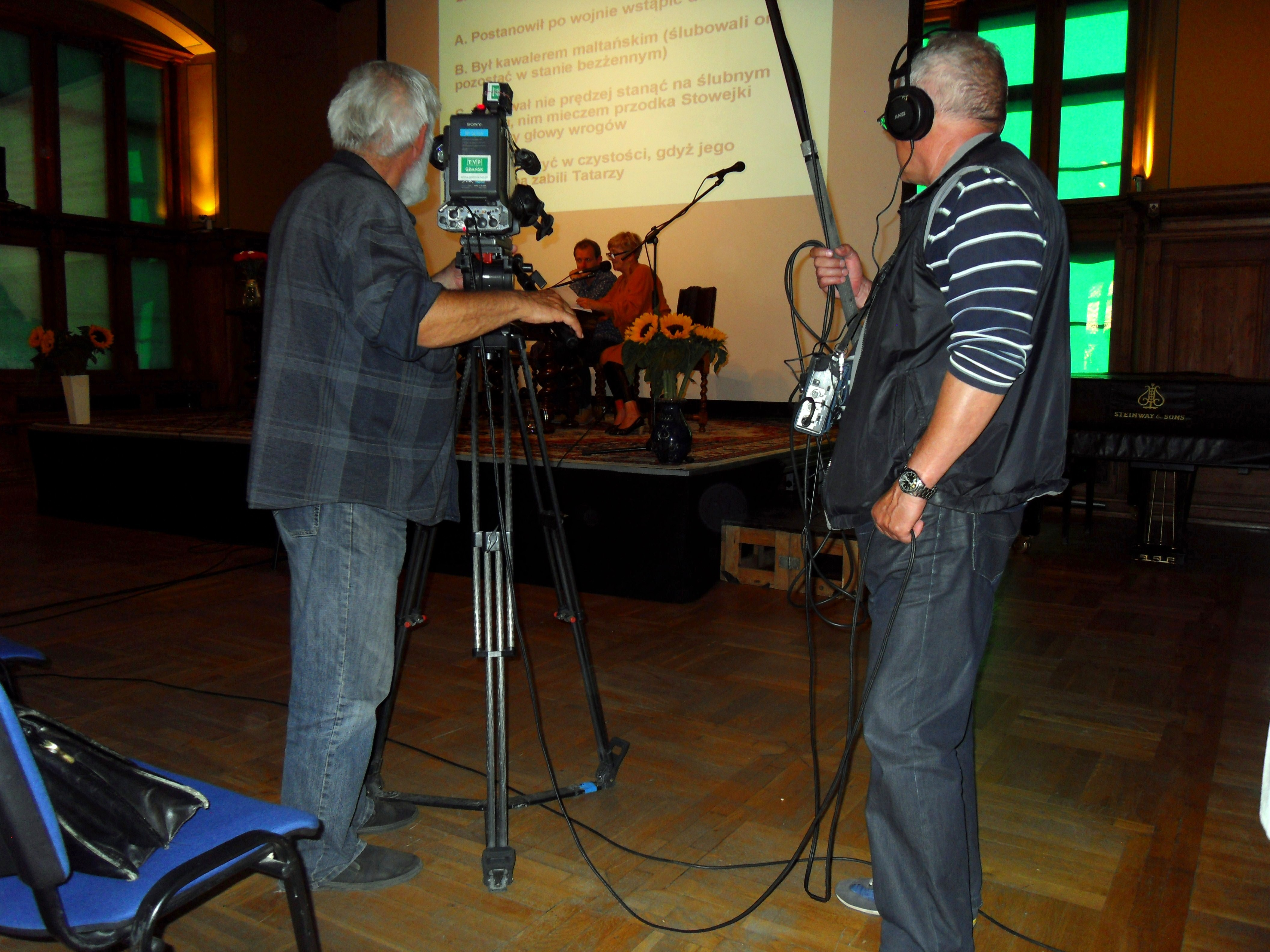
Ekipa nagrywa materiał do Panoramy

## Historyczne godziny emisji
- 07.30[2], 07.45[3][4][5], 08.00[6], 08.20[6] i 08.30 – wydania poranne
- 12.30 - wydanie popołudniowe od 3 kwietnia 2018 do 6 września 2019
- 14.00[6] - wydanie popołudniowe z 2001
- 14.30 - wydanie popołudniowe od 3 kwietnia 2018 do 30 sierpnia 2024
- 16.10[6] - wydanie popołudniowe z 2001
- 16.15[5] – wydanie popołudniowe od 2003 do 5 września 2004
- 16.45[3][4] – wydanie popołudniowe od 6 września 2004 (w dni powszednie)/10 września 2005 (także w weekendy) do 5 września 2010
- 17.30[4] – główne wydanie od 22 czerwca 2009 do 19 września 2010
- 17.45[7] – wydanie główne od 2 stycznia do 9 kwietnia 2007 (do 4 marca także w TVP2, później tylko w TVP3)
- 18.00[3][4][6][5] – główne wydanie od 6 września 1999 do 21 czerwca 2009 roku
- 18.30[8] – wydanie emitowane w TVP3 i TVP2, emitowane od 5 marca do 9 kwietnia 2007 (od 6 września 2010 ponownie jako wydanie główne)
- 21.30[9] – wydanie wieczorne w latach 1998-2002[6], od 29 sierpnia 2016 do 2 kwietnia 2018 i ponownie od 7 września 2019
- 21.45[3][4][5] – wydanie wieczorne w latach 2002-2013, od 31 sierpnia 2015 do 28 sierpnia 2016
- 21.55[8] – wydanie wieczorne, nadawane od 1 maja do 31 sierpnia 2013
- 22.00[2] – wydanie wieczorne, nadawane od 1 września 2013 do 30 sierpnia 2015 (pod koniec tego okresu w dni powszednie była to powtórka wydania głównego)

## Programy Panoramy
W latach 2003–2005 w każdy poniedziałek o 21.45, zamiast wydania wieczornego, była emitowana Panorama Parlamentarna. Prowadzącym był Wojciech Suleciński, który rozmawiał z pomorskimi politykami o polityce lokalnej, jak i krajowej.
W latach 1993–2006 po "Panoramie" był emitowany program publicystyczny "Punkt" (później w latach 2008–2011 w rozszerzonej formule emitowano "Komentarze dnia", a w latach 2012-2024 emitowane było "Forum Panoramy").

## Panorama Warmii i Mazur
Przed powstaniem Informacji TVP3 Olsztyn, TVP3 Gdańsk (w Olsztynie) od 1 lipca 2000 do 2 stycznia 2005 emitowała o 07:45 i 21:45 Panoramę Warmii i Mazur.